# Riswan Raschitowitsch Uzijew
Riswan Raschitowitsch Uzijew (russisch Ризван Рашитович Уциев; * 7. Februar 1988 in Argun) ist ein russischer Fußballspieler.

## Karriere
Uzijew begann seine Karriere bei Terek Grosny. Im November 2005 debütierte er für die Profis von Terek in der Premjer-Liga, als er am 29. Spieltag der Saison 2005 gegen Lokomotive Moskau in der 69. Minute für Mvondo Atangana eingewechselt wurde. Dies blieb sein einziger Saisoneinsatz, mit den Tschetschenen stieg er zu Saisonende in die Perwenstwo FNL ab. In der Saison 2006 kam er zu sieben Zweitligaeinsätzen für Grosny. Nach weiteren zwei Einsätzen in der Hinrunde der Saison 2007 wurde er im Juli 2007 an den Drittligisten Kawkastransgas-2005 Rysdwjany verliehen. Zur Saison 2008 kehrte Uzijew wieder zu Terek zurück, das inzwischen wieder in die Premjer-Liga aufgestiegen war.
In der Saison 2008 kam er jedoch nicht zum Einsatz. In der Spielzeit 2009 absolvierte der Außenverteidiger neun Partien für Terek in der höchsten russischen Spielklasse. In der Saison 2010 gelang Uzijew schließlich der Durchbruch in der Premjer-Liga, in jener Spielzeit konnte er sich auf der rechten Außenbahn Grosnys festsetzen und kam zu 25 Erstligaeinsätzen. In der Saison 2011/12 kam er verletzungsbedingt lediglich 18 Mal zum Einsatz. Zur Saison 2012/13 wurde er Kapitän Tereks. In jener Saison kam er zu 25 Einsätzen in der ersten Liga.
In den folgenden Spielzeiten blieb Uzijew Kapitän und war stets unangefochtener Stammspieler. 2013/14 kam er zu 22 Einsätzen, 2014/15 absolvierte er 24 Partien. In der Saison 2015/16 kam er 19 Mal und 2016/17 28 Mal zum Einsatz. In der Spielzeit 2017/18 absolvierte er 27 Matches für den nun Achmat Grosny genannten Verein. 2018/19 kam er erneut 27 Mal für Achmat zum Einsatz. Im November 2019 zog sich Uzijew eine Muskelverletzung zu und fiel nahezu die gesamte Saison aus, lediglich im März 2020 gab er ein kurzes Comeback, woraufhin er jedoch erneut lange aussetzen musste, erst im September 2020 stand er wieder voll zur Verfügung. In der Saison 2019/20 kam der Abwehrspieler insgesamt zu 14 Einsätzen.